# St. Margareten (Iptingen)

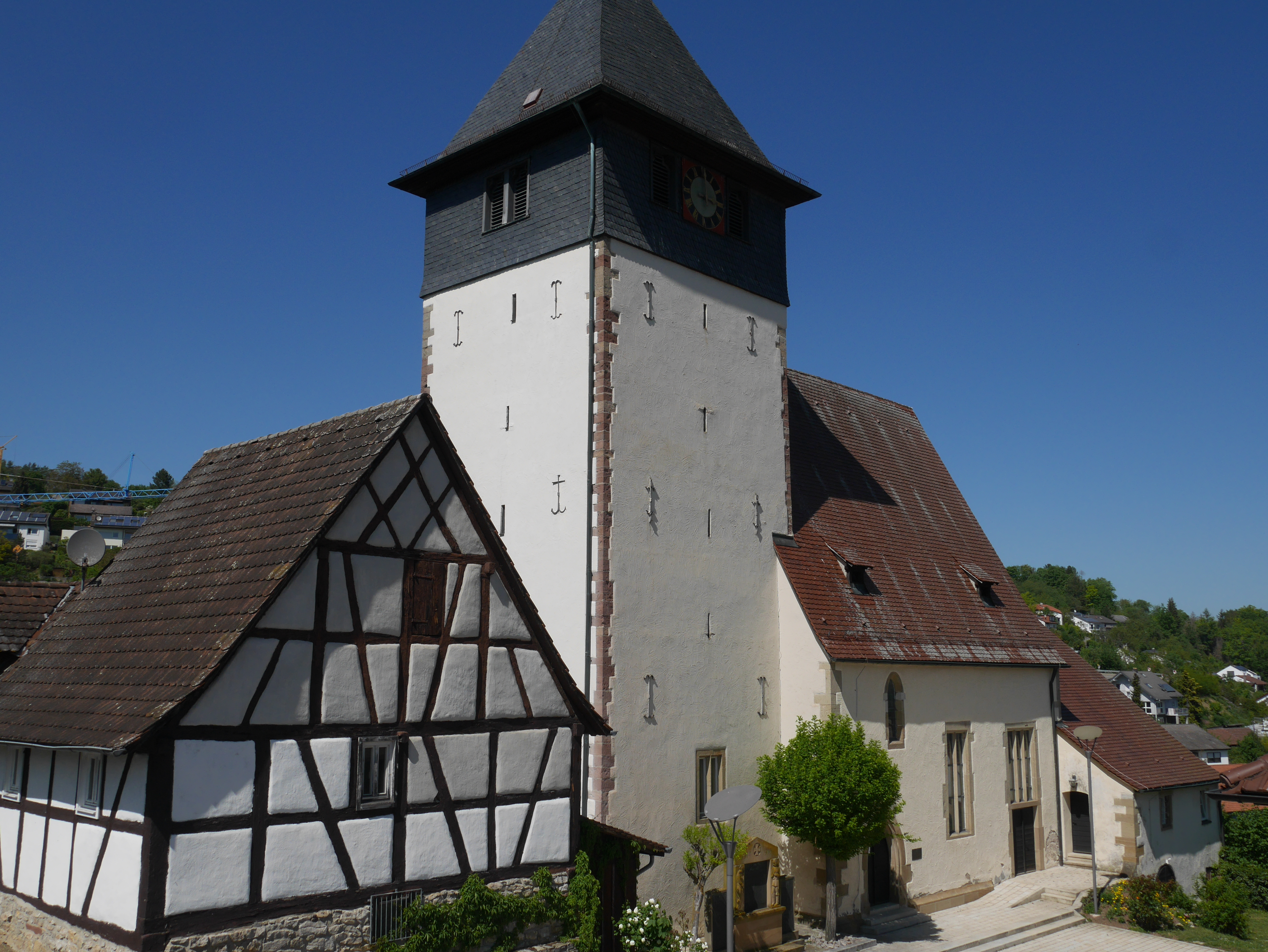
St.-Margareten-Kirche Iptingen, Ansicht Südwest

Die evangelische St.-Margareten-Kirche in Iptingen, einem Ortsteil von Wiernsheim im Enzkreis in Baden-Württemberg, ist eine in der Stauferzeit um 1100 entstandene Kirchenburg. Der Kirchturm ist heute noch die alte Burg.

## Geschichte
Ritter Ulrich von Ubetingen vermachte seine Burg 1194 dem Kloster Maulbronn, welches die Burgkapelle zur Pfarrkirche erhob. Ulrich soll nach seinem Aufenthalt im Kloster beim 4. Kreuzzug (1202/04) verstorben sein. Unmittelbar an den Burgturm wurde die spätromanische Stephanuskirche angebaut. Der alte Dachansatz ist auf dem Dachboden der Wehrkirche deutlich sichtbar. In der Zeit des Wehrkirchenbaus um 1250 wurden an der Kirche Ringscheuern (Gaden) zur Vorratshaltung für Notzeiten errichtet, die sich halbkreisförmig, dem einstigen Mantel folgend, entlang der Anlage hinziehen. Innerhalb des Rings um die Kirche befand sich der Fruchtkasten des Klosters Maulbronn. Aufzeichnungen erwähnen bei Iptingen eine Margaretenkapelle 1355 und ein Nonnenhaus 1409. Die Iptinger Wehrkirche hieß jedoch noch 1601 Stephanuskirche. Der Kapellenname Margaretenkapelle ist wohl um 1611 auf die Pfarrkirche übergegangen. Der Baumeister Hans Wunderer von Pfaffenhofen wurde von Abt Entenfuß aus Maulbronn beauftragt, die Kirche zu erweitern. Nach einer über dem südlichen spitzbogigen Eingang angebrachten Jahreszahl wurden im Jahr 1513 die Arbeiten abgeschlossen. Der Anbau von Chor und Sakristei erfolgte 1592.
Zu den ältesten Ausstattungsstücken zählen ein Taufstein aus dem 16. und Emporenbilder aus dem 17. Jh. Eine klassizistische Orgel von 1836, die Andreas Laukhuff aus Cannstatt fertigte, wurde von Johannes Huber gestiftet, der vom Iptinger Schuster zum geadelten Bankdirektor in Frankreich aufstieg. 1981 und 2001 wurde die Orgel umfassend saniert und restauriert.

## Galerie

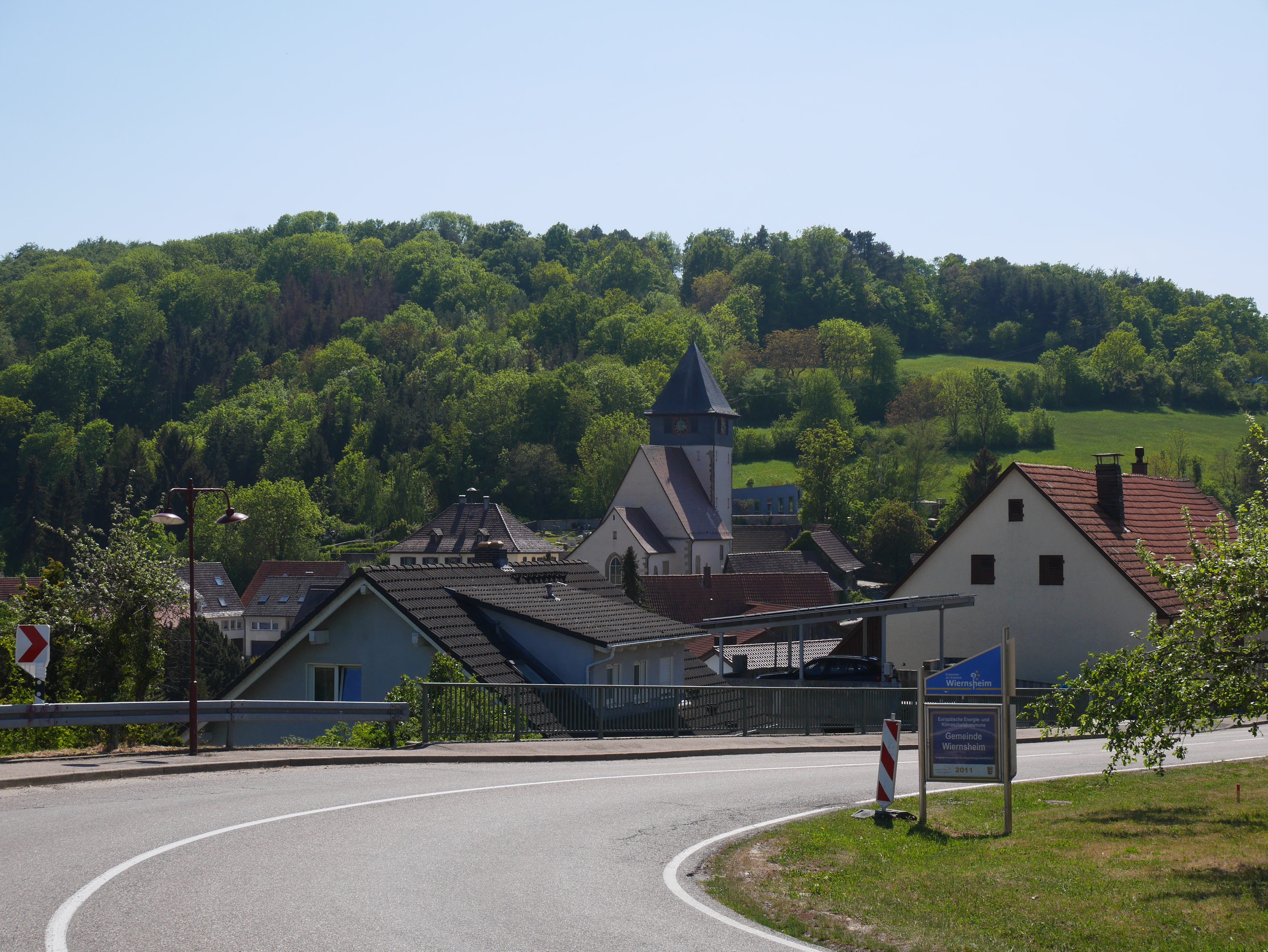
Ansicht Nordost
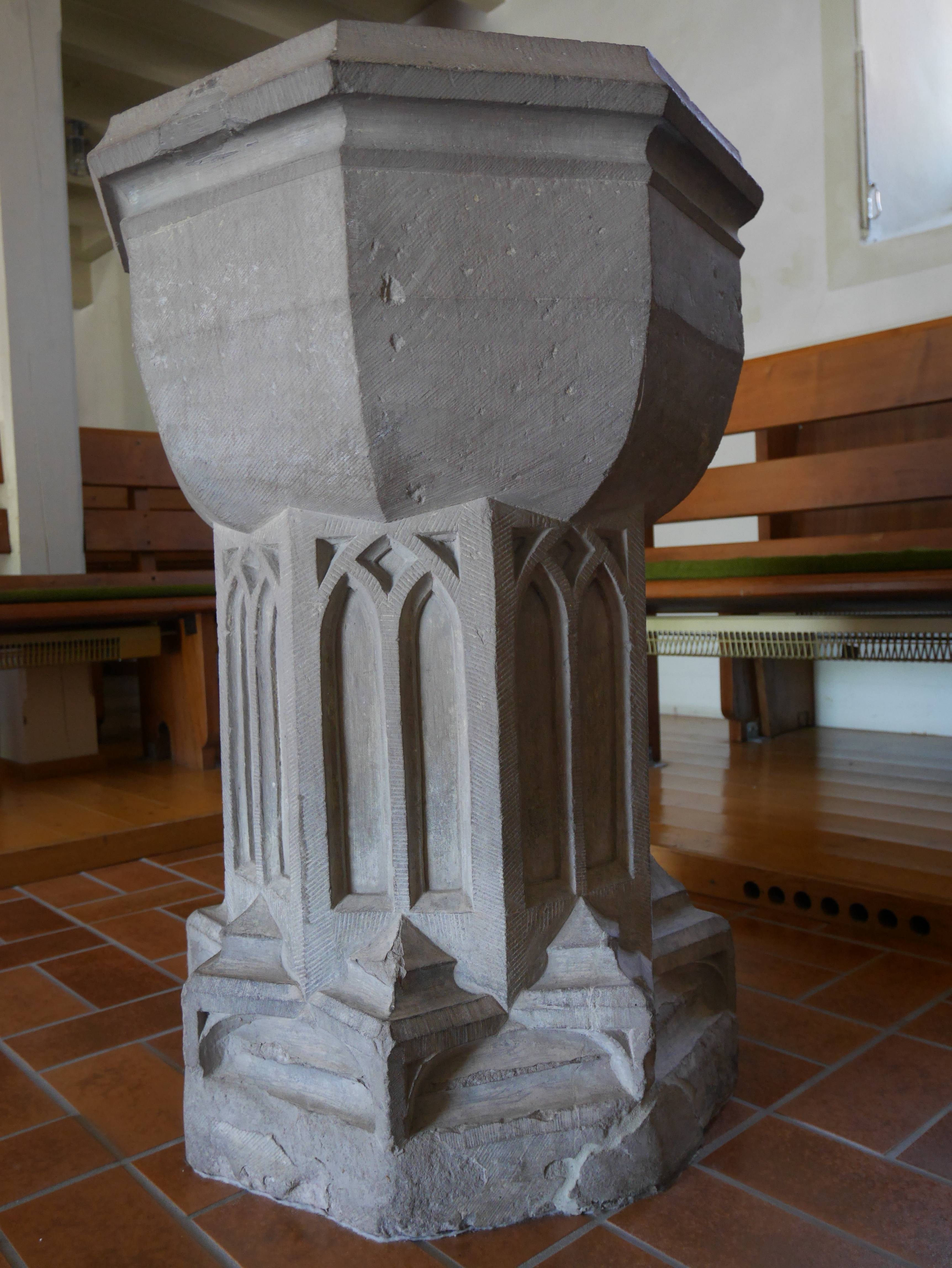
Taufbecken ca. 1513
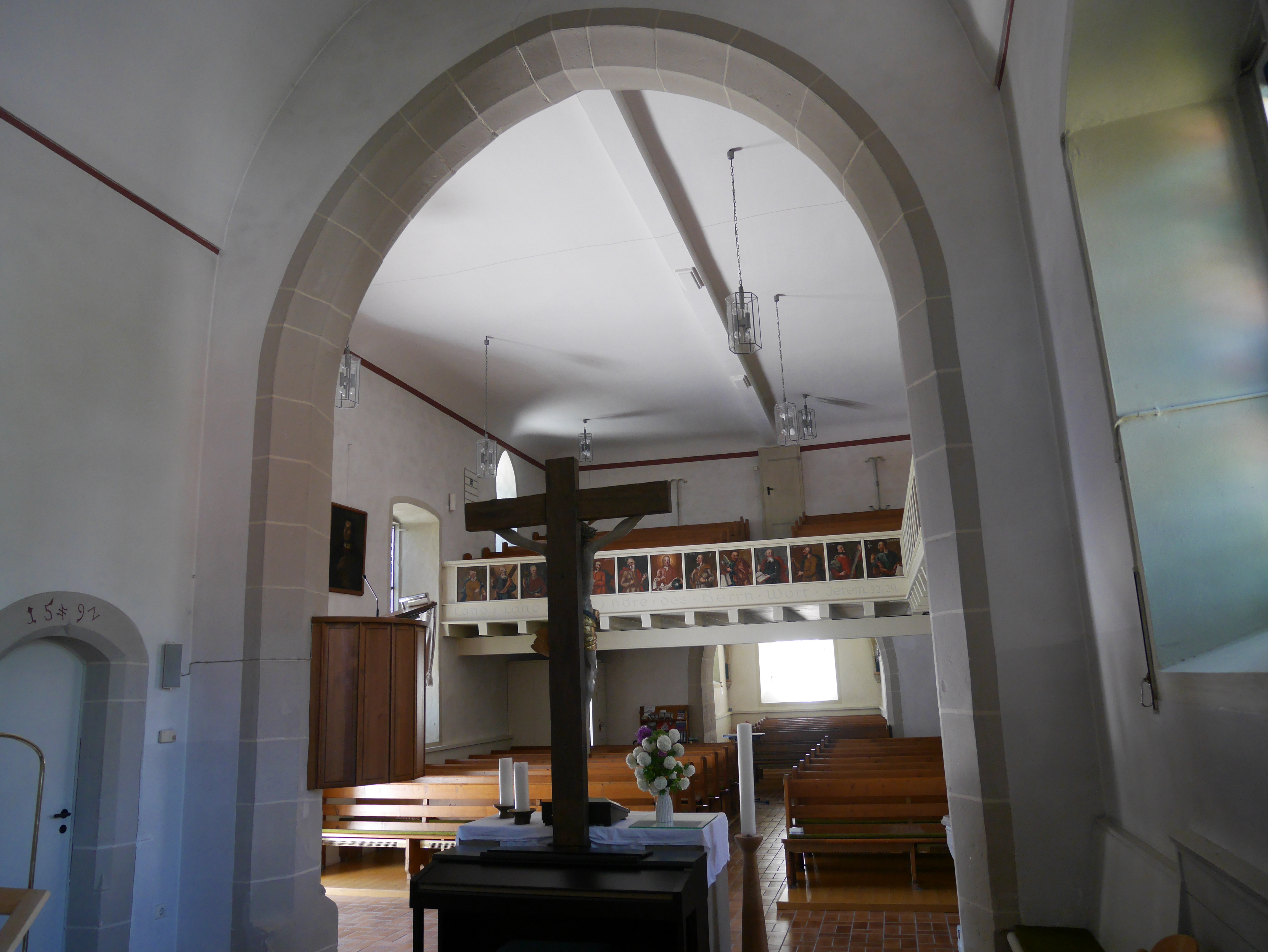
Triumphbogen
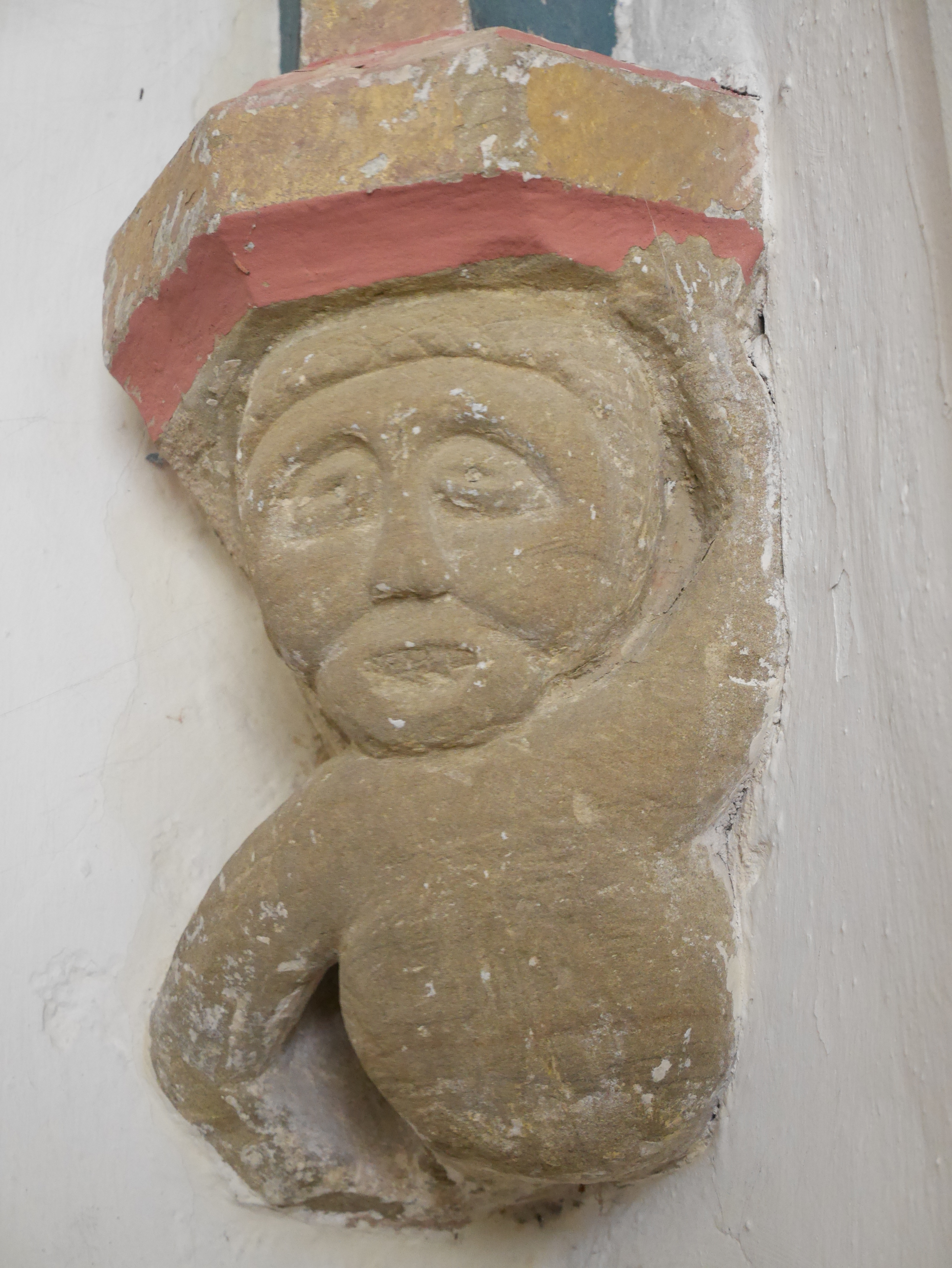
Kragstein Chor Turmrippengewölbe Träger
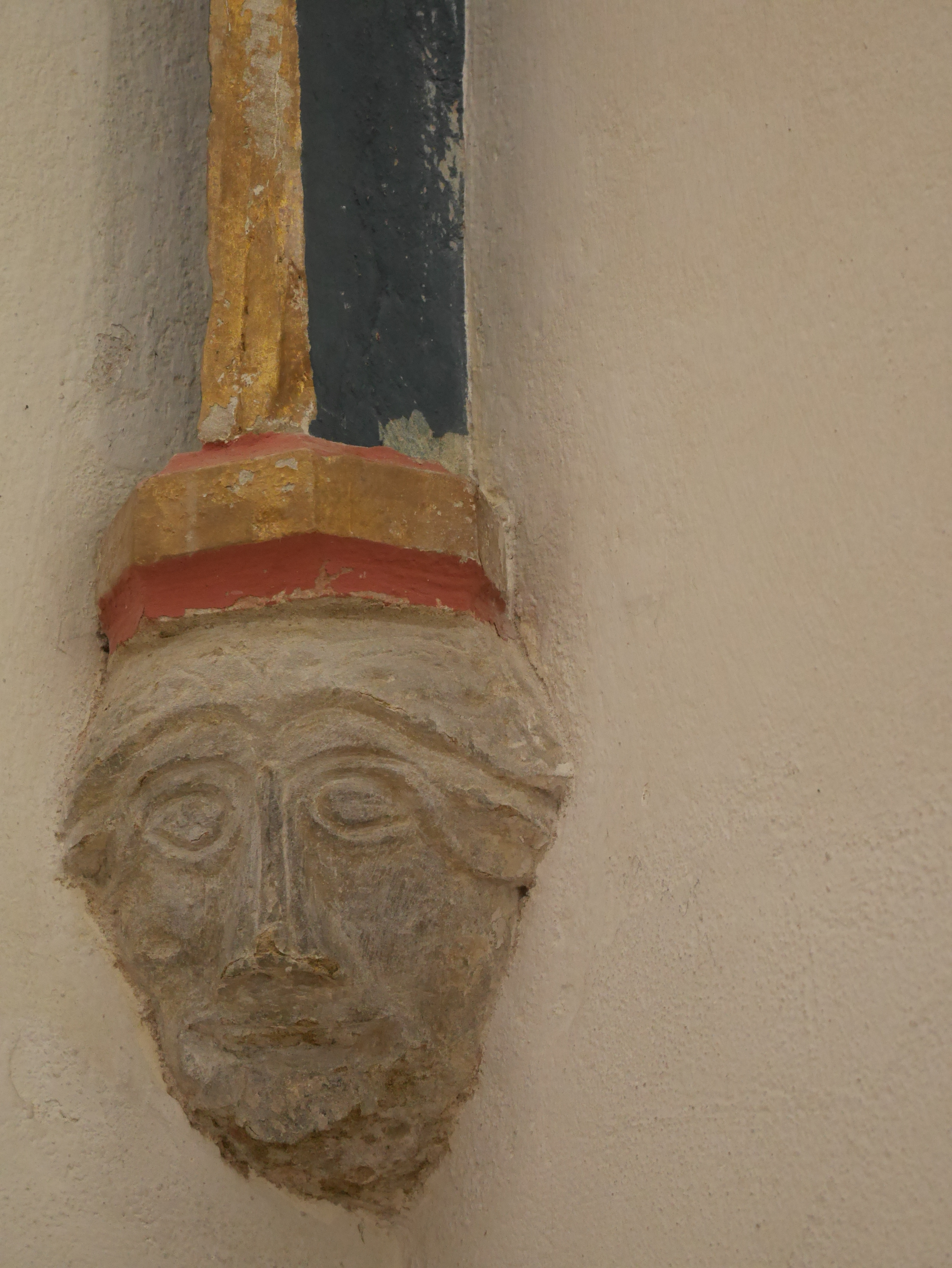
Chor Turmrippengewölbe Maske Kragstein
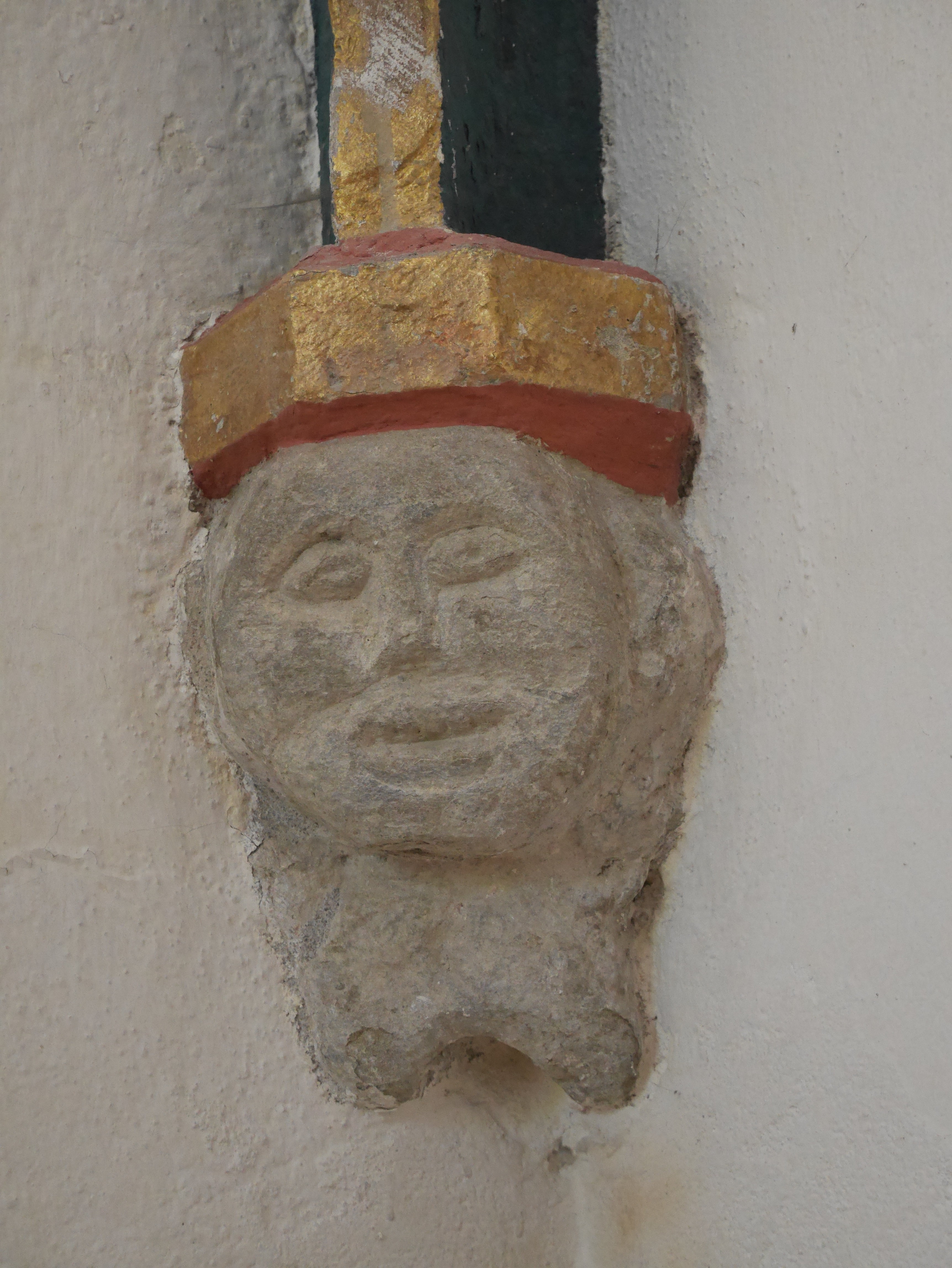
Kragstein Turmrippengewölbe Kleinplastik
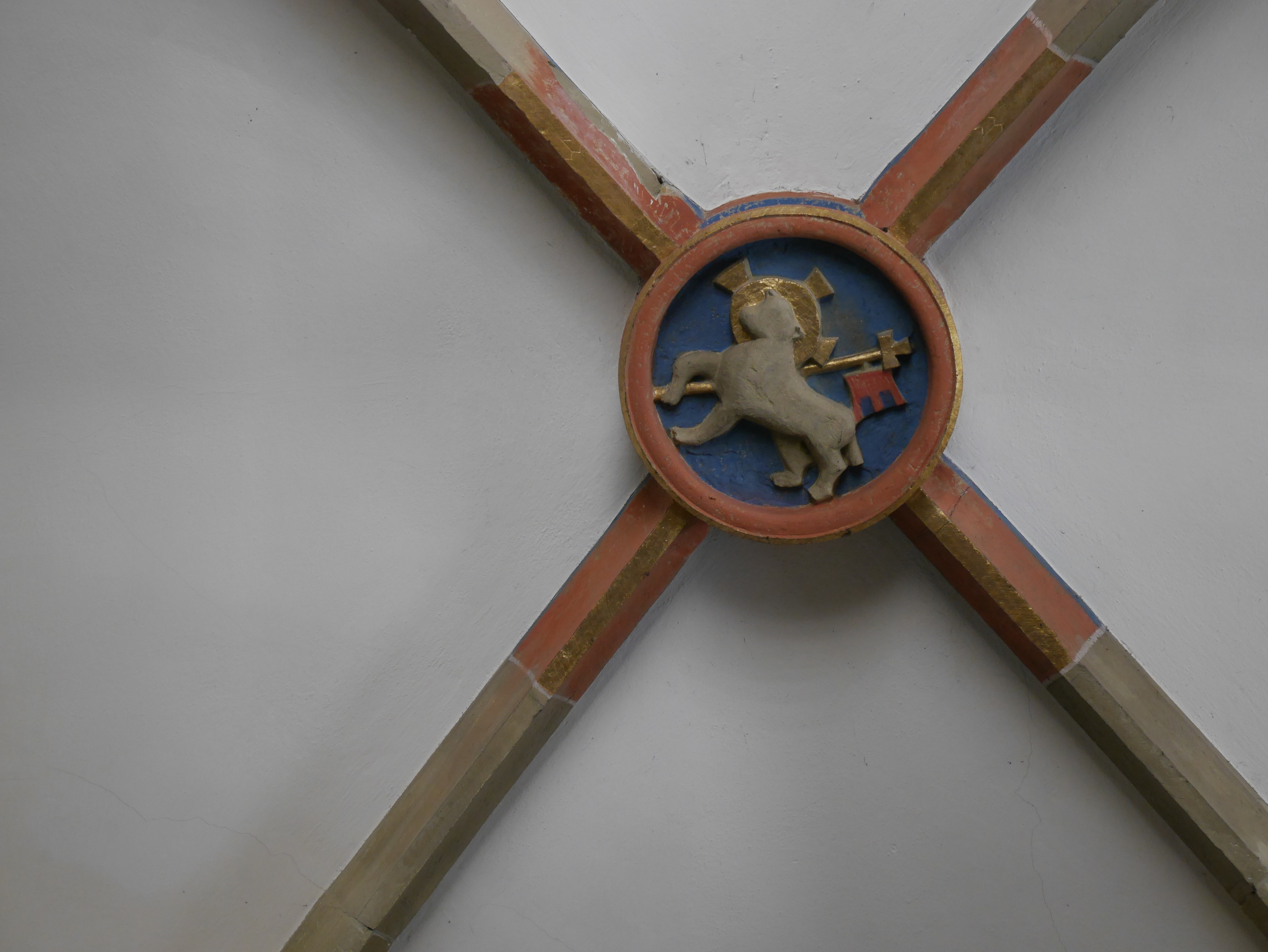
Schlussstein Turmrippengewölbe Agnus Dei
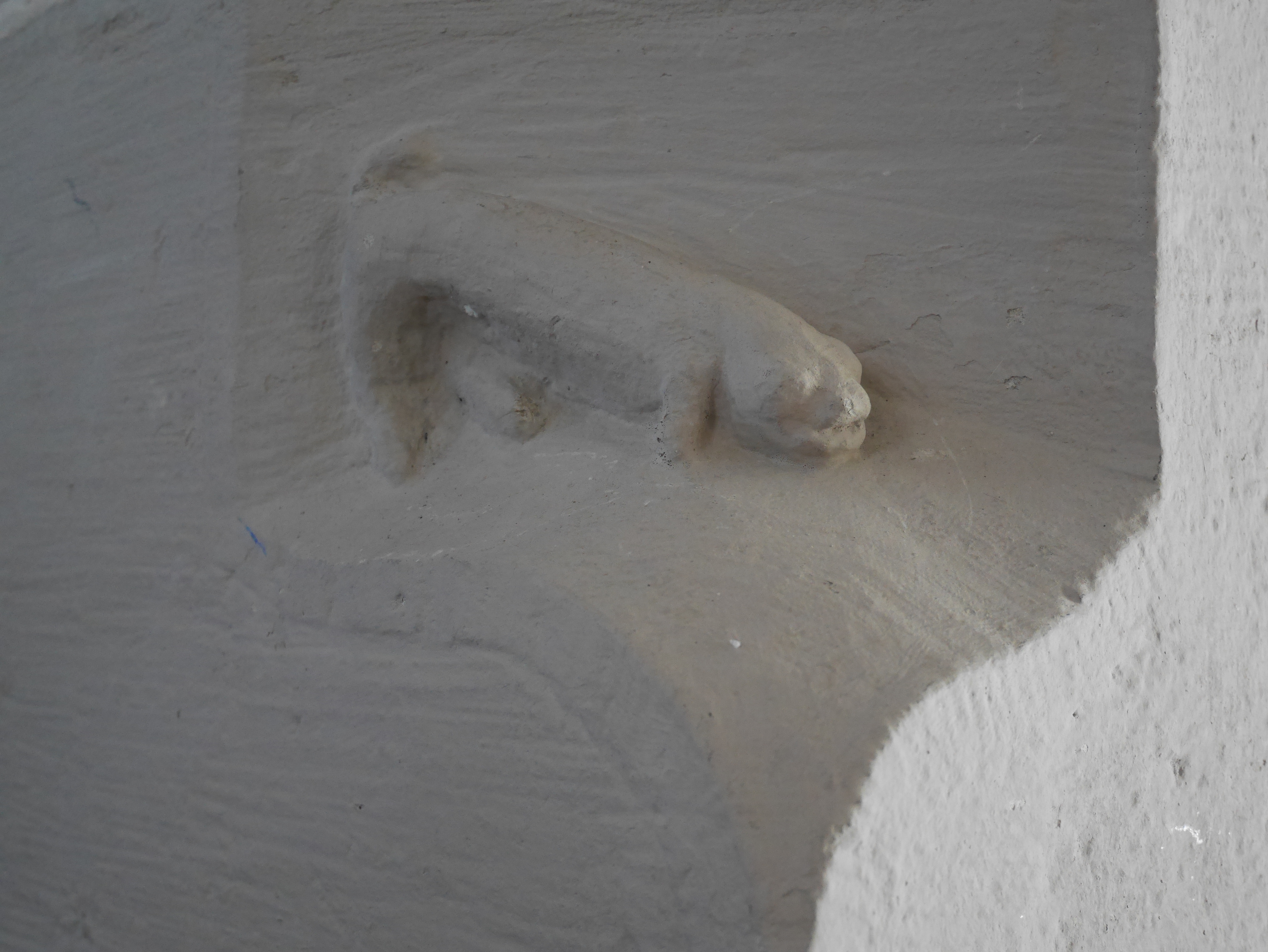
Tierknolle Südpfeiler Chorbogen